# 제2차 콘테 내각

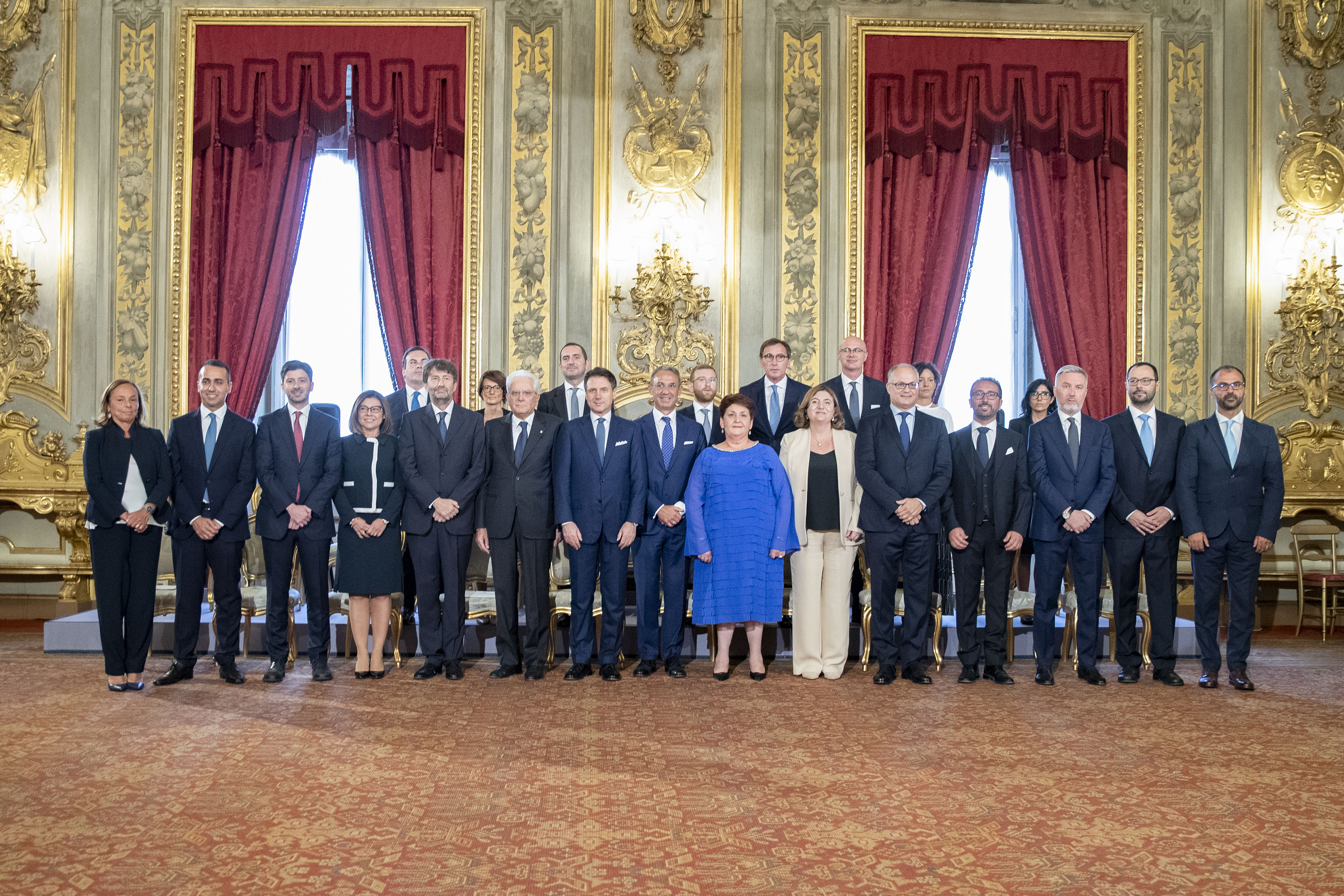

제2차 콘테 내각은 2019년 9월 5일부터 이탈리아 행정부를 이끌고 있다. 이 내각은 이전 제1차 콘테 내각이 동맹의 연정 이탈로 붕괴한 후 성립했으며, 오성운동과 민주당, 생동하는 이탈리아, 자유와 평등이 참여하고 있다.

## 장관
| 직책             | 성명                | 임기            |
| ---------------- | ------------------- | --------------- |
| 총리             | 주세페 콘테         | 2019년 9월 5일~ |
|                  |                     |                 |
| 외무장관         | 루이지 디 마이오    | 2019년 9월 5일~ |
| 내무장관         | 루치아나 라모르게세 | 2019년 9월 5일~ |
| 법무장관         | 알폰소 보나페데     | 2019년 9월 5일~ |
| 국방장관         | 로렌초 구에리니     | 2019년 9월 5일~ |
| 경제재무장관     | 로베르토 구알리에리 | 2019년 9월 5일~ |
| 경제발전장관     | 스테파노 파투아넬리 | 2019년 9월 5일~ |
| 농업관광장관     | 테레사 벨라노바     | 2019년 9월 5일~ |
| 환경장관         | 세르조 코스타       | 2019년 9월 5일~ |
| 건설교통장관     | 파올라 데미켈리     | 2019년 9월 5일~ |
| 노동사회장관     | 눈치아 카탈포       | 2019년 9월 5일~ |
| 교육대학연구장관 | 로렌초 피오라몬티   | 2019년 9월 5일~ |
| 문화유적활동장관 | 다리오 프란체스키니 | 2019년 9월 5일~ |
| 보건장관         | 로베르토 스페란차   | 2019년 9월 5일~ |
|                  |                     |                 |
| 의회관계장관     | 페데리코 딘카       | 2019년 9월 5일~ |
| 행정장관         | 파비아나 다도네     | 2019년 9월 5일~ |
| 지역장관         | 프란체스코 보치아   | 2019년 9월 5일~ |
| 남부장관         | 주세페 프로벤차노   | 2019년 9월 5일~ |
| 가족평등장관     | 엘레나 보네티       | 2019년 9월 5일~ |
| 유럽장관         | 엔초 아멘돌라       | 2019년 9월 5일~ |
| 스포츠청소년장관 | 빈센초 스파다포라   | 2019년 9월 5일~ |
| 기술혁신장관     | 파올라 피사노       | 2019년 9월 5일~ |
|                  |                     |                 |
| 내각협력장관     | 리카르도 프라차로   | 2019년 9월 5일~ |